# Ranefer

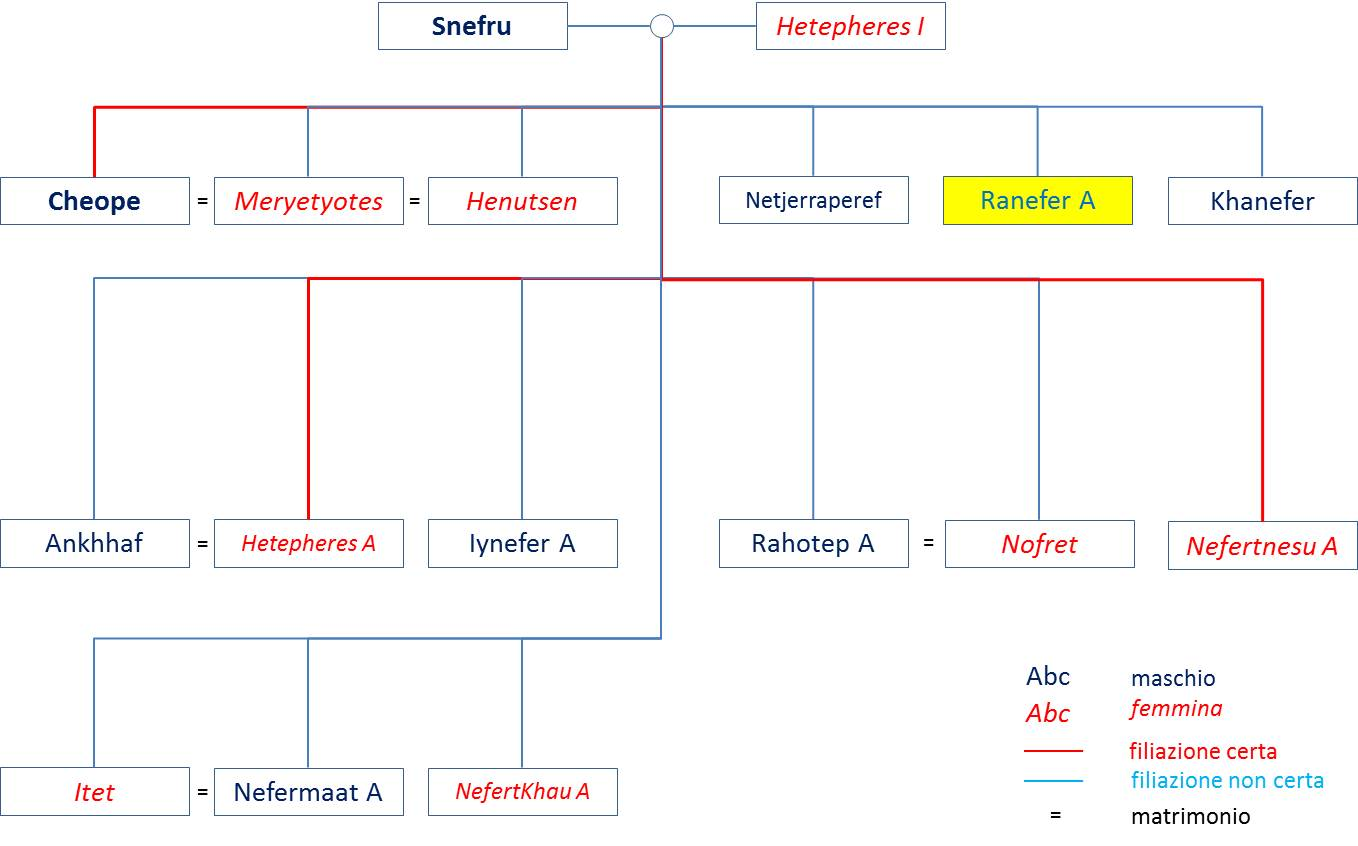
Árbol genealógico de Ranefer.

Ranefer (o Ranofer) fue un príncipe del Antiguo Egipto durante la IV dinastía (Imperio Antiguo de Egipto).
Su nombre, Ranefer, tiene el del dios egipcio Ra y la palabra nefer (nfr), que implica el concepto de "belleza", significando pues Ra es bello.
Ranefer ‒ que tenía el título de "hijo del Rey" ‒ era hijo del faraón Seneferu, el primer gobernante de la Cuarta Dinastía. Su madre debió ser una esposa o concubina cuyo nombre se desconoce. Los hermanos mayores de Ranefer eran Nefermaat I y Rahotep. Los tres murieron antes que Seneferu y su medio-hermano más joven Khufu (en griego, Keops) será el que herede el trono de su padre.
Ranefer trabajó como supervisor de obras para su padre (título: “Supervisor de Djed-Sneferu”) y fue enterrado en una mastaba en Meidum. En la tumba fueron encontradas sus vísceras envueltas en lino. La momia intacta de Ranefer, respetada por los antiguos saqueadores, permitió conocer las técnicas de momificación comunes durante el Imperio Antiguo. El cuerpo estaba de lado mirando al oeste, tradición antiquísima que luego se sustituyó por el cuerpo yacente de espaldas, y envuelto en vendas impregnadas de resina y pintadas para simular el cuerpo de debajo, siendo esto último también después sustituido por una máscara funeraria. Así, el cabello de la momia estaba pintado de negro, las cejas y los ojos fueron pintados con líneas verdes y la boca pintada como una raya roja . Los genitales fueron también cuidadosamente moldeados en lino, el cerebro permanecía en el cráneo y sus entrañas lavadas y empaquetadas individualmente fueron encontradas dentro de un cofre canópico en la tumba. Los vasos canopes para cada víscera aparecieron en la Sexta dinastía.